# Schoenlandella variegata
Schoenlandella variegata är en stekelart som först beskrevs av Szepligeti 1913.  Schoenlandella variegata ingår i släktet Schoenlandella och familjen bracksteklar. Inga underarter finns listade i Catalogue of Life.